# 천빙더

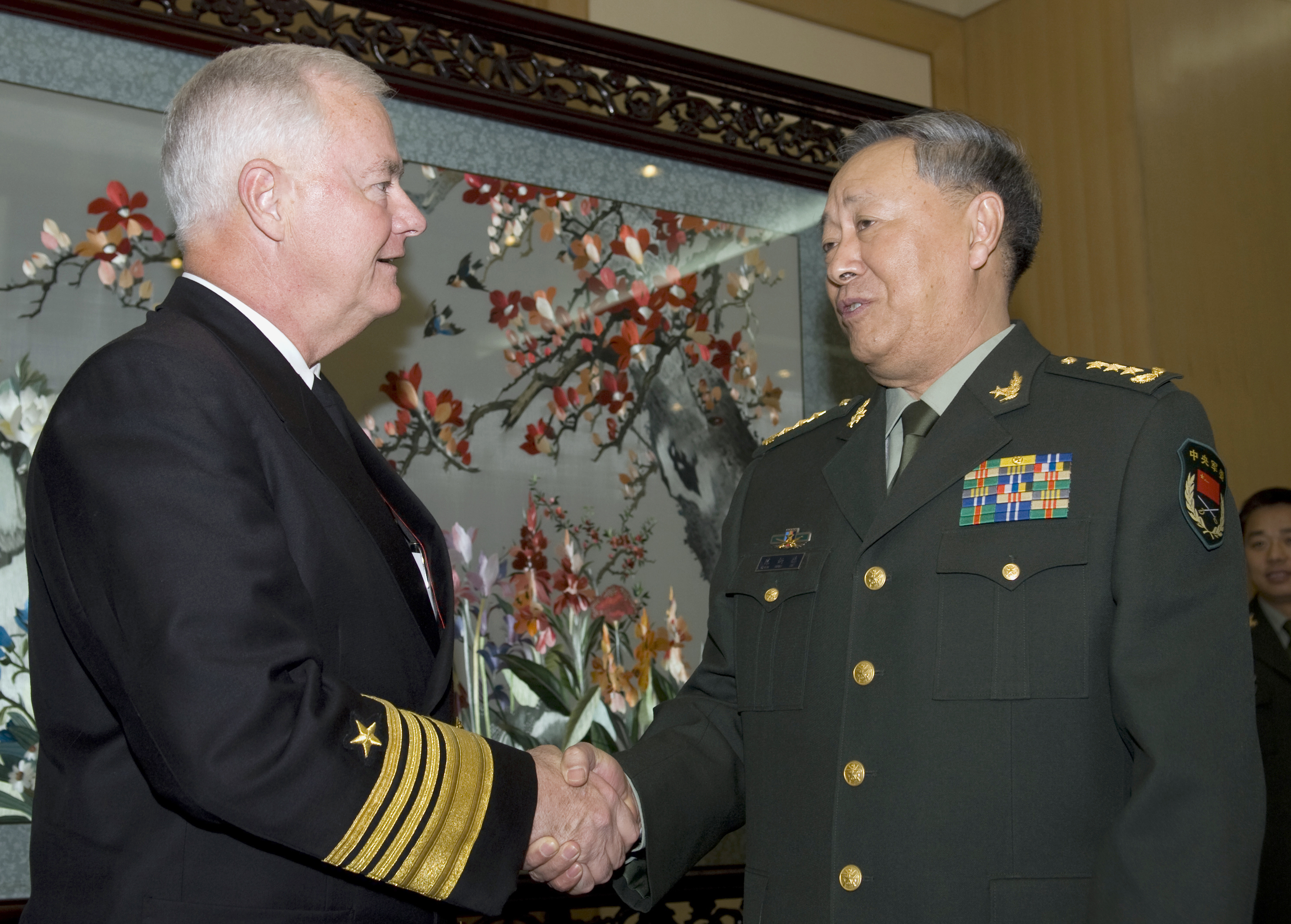
오른쪽의 인물이 천빙더

천빙더(陈炳德, 1941년 7월 ~)는 중화인민공화국의 군인이다. 중국인민해방군 상장이며, 중국군의 주요 지도자 가운데 한 사람이다.
2004년부터 2007년까지 중국공산당 중앙군사위원회 위원과 중국인민해방군 총장비부 부장을 지냈으며, 2007년부터 현재까지 중국공산당 중앙군사위원회 위원, 중화인민공화국 중앙군사위원회 위원, 중국인민해방군 총참모장을 맡고 있다.